# 1995 у відеоіграх

## Події
- 11 травня — Впровадження журналу GameWeek.
- З 11 по 16 травня у Лос-Анджелесі відбувається перша виставка Electronic Entertainment Expo.
- 5 листопада — GameFAQs дебютує в Інтернеті, як архів відеоігор: запитання та відповіді.

## Релізи
| Платформи відеоігор |
| ------------------- |

| Дата виходу  | Назва                                        | Платформа | Розробник/Видавець                     | Примітки                                                                                            |
| ------------ | -------------------------------------------- | --------- | -------------------------------------- | --------------------------------------------------------------------------------------------------- |
| 15 лютого    | Star Wars: Dark Forces                       | DOS       | LucasArts                              | Першим успішній випуск з серії Star Wars. Гра базується на шутері від першої особи.                 |
| 16 лютого    | Ristar                                       | SMD       | Sonic Team/Sega                        | Платформер                                                                                          |
| 11 березня   | Chrono Trigger                               | SNES      | Square                                 | В грі є декілька способів, що її закінчити. Для 32 мегабіт система була на той час найбільшою грою. |
| 17 березня   | Descent                                      | DOS       | Parallax Software                      | |
| 15 квітня    | Mortal Kombat 3                              | Аркада    |                                        | |
| 27 квітня    | Jumping Flash!                               | PS1       | Exact/SCEA                             | Перша гра на PlayStation, випущена в Америці.                                                       |
| 30 квітня    | Full Throttle                                |           | LucasArts                              | Пригодницька гра.                                                                                   |
| 5 червня     | EarthBound                                   | SNES      | Ape, Inc./Nintendo                     | Локалізована для американської аудиторії                                                            |
| 7 червня     | Flight Unlimited                             | DOS, Win  | Looking Glass Studios                  | Можливо, перший симулятор польоту                                                                   |
| 29 червня    | Aquanaut's Holiday                           | PS1       | Artdink, SCEA                          | |
| Липень       | The Legend of Sword and Fairy                |           | Softstar                               | |
| 31 липня     | Phantasmagoria                               |           | Sierra Online                          | |
| Серпень      | Comix Zone                                   | SMD       | Sega                                   | Гра створена як комікс, в якій головний персонаж потрапляє на його сторінки.                        |
| Серпня       | Tekken 2                                     | PS1       | Namco                                  | Продано більше 3 млн. копій по всьому світу.                                                        |
| 5 серпня     | Super Mario World 2: Yoshi's Island          |           |                                        | Вийшла на 14-річницю серії про Маріо.                                                               |
| 31 серпня    | Command & Conquer                            |           | Westwood Studios                       | Одна з перших популярних стратегій в реальному часі.                                                |
| 31 серпня    | Heroes of Might and Magic: A Strategic Quest |           | New World Computing                    | Перша покрокова стратегія та перша з серії Heroes of Might and Magic                                |
| 31 серпня    | Wing Commander IV: The Price of Freedom      |           | Origin                                 | Одна з найкращих комп'ютерних ігор того часу.                                                       |
| 1 вересня    | Rayman                                       | PS1, Sat  |                                        | Перша гра в серії Rayman                                                                            |
| Жовтень      | Time Crisis                                  | Аркада    | Namco                                  | |
| 20 жовтня    | Terranigma                                   | SNES      |                                        | |
| 31 жовтня    | Destruction Derby                            |           |                                        | |
| 31 жовтня    | I Have No Mouth, and I Must Scream           |           | Cyberdreams                            | |
| 5 листопада  | Twisted Metal                                | PS1       | SingleTrac/Sony Computer Entertainment | Відеогра в жанрі аркадних бойових гонок. Всього було продано понад мільйон копій                    |
| 21 листопада | Donkey Kong Country 2: Diddy's Kong Quest    | SNES      | Rareware/Nintendo                      | Продовження Donkey Kong Country.                                                                    |
| 24 листопада | Marathon 2: Durandal                         |           | Bungie                                 | |
| 30 листопада | The Dig                                      |           | LucasArts                              | Пригодницька гра.                                                                                   |
| Грудень      | Worms                                        | Amiga     |                                        | Перша артилерійська гра та перша в серії Worms                                                      |
| Грудень      | Phantasy Star IV: The End of the Millennium  | SMD       |                                        | Остання гра в серії Phantasy Star.                                                                  |
| 9 грудня     | Warcraft II: Tides of Darkness               |           | Blizzard                               | Продовження стратегії.                                                                              |
| 15 грудня    | Tales of Phantasia                           |           | Namco                                  | Перша грав серії Tales.                                                                             |
| 15 грудня    | Suikoden                                     |           | Konami                                 | |
| 15 грудня    | Brain Dead 13                                | DOS       | ReadySoft                              | |

## Пристрої
- Nintendo випускає Virtual Boy — першу домашню гральну консоль, здатну відображати «справжню» тривимірну графіку.
- SEGA представила приставку Sega Saturn в Європі та Північній Америці (у Японії ця приставка вийшла в листопаді 1994)
- у вересні Sony випускає PlayStation в Європі та Північній Америці

## Компанії
Випускники Альбертського університету Рей Музика, Грег Зещук та Августин Їп  створили компанію BioWare.
Засновано компанію TalonSoft — майбутніх видавців Jagged Alliance 2.